# Tafedna
Tafedna (àrab تافضنا) és una comuna rural de la província d'Essaouira de la regió de Marràqueix-Safi. Segons el cens de 2014 tenia una població total de 5.617 persones.